# Eugène Jouve
Pour les articles homonymes, voir Jouve.
Eugène Jouve, né le 15 mars 1813 à Lyon et mort le 13 septembre 1887 dans la même ville, est un journaliste français, correspondant au Courrier de Lyon.

## Biographie
Eugène Jouve naît le 15 mars 1813 à Lyon de l’union entre Jean-Joseph Jouve, négociant en soie, et Charlotte Euphrosine Duchesne, sœur cadette de Philippine Duchesne.
À partir de 1832, il collabore au Courrier de Lyon en compagnie de son frère aîné Alexandre (1805-1879), rédacteur en chef de ce journal jusqu’en 1871.
Au cours de sa vie publique, il est tout d'abord orléaniste avant de se rallier au Second Empire.
Il cesse ses activités de journaliste vers le milieu des années 1870 pour entreprendre un grand ouvrage sur l’Amérique (non publié) et meurt le 13 septembre 1887, toujours à Lyon.

## Œuvre

### Lettres sur la guerre d'Orient
L'œuvre la plus célèbre d'Eugène Jouve est son journal de correspondant de guerre en Crimée, paru en 1854 sous le titre Lettres sur la guerre d'Orient. Il n'y décrit d'ailleurs pas que la guerre de Crimée, mais aussi son voyage, entre autres son passage à Bucarest (en août 1854) alors en pleine recomposition urbaine. Il ironise sur Bucarest et ses modernisations hâtives, la comparant sarcastiquement à un « petit Paris ».
Il fait partie de ceux qui ont popularisé en France la férocité des bachi-bouzouks.

Durant cette campagne, il est l'un des premiers à défendre la création en Bessarabie d'un « petit état neutre », prémices de l'actuelle Moldavie, quoiqu'il estime que la société moldave, à l'époque où il la rencontre, est corrompue et immorale, « un mélange de Russie et Byzance ». En effet, pour Jouve, la société russe est l'archétype de la barbarie et de l'intolérance, et la guerre de Crimée est de son point de vue une croisade nécessaire : 

« Il ne faut pas s’y méprendre, cette guerre d’Orient est une immense entreprise, peut-être la plus grande que la France ait tentée depuis les croisades […] Malgré les apparences, la guerre d’Orient est encore une croisade dont le but est au fond exactement le même que celui de ces grandes expéditions du Moyen Âge : repousser la tyrannie d’une race barbare et envahissante. […] Aujourd’hui l’emblème de l’islamisme, désormais impuissant et inoffensif, représente très réellement la liberté civile et religieuse, tandis que le labarum du schisme russe menace formellement le monde. »

Le voyage en Orient est également pour lui l'occasion d'une réflexion sur la nature des relations entre la Méditerranée et l'Orient, et sur la particularité de la Méditerranée en tant que mer intérieure, « de tout temps prédestinée à être le centre autour duquel doit graviter la civilisation, et dont le bassin a déjà vu si souvent et verra bientôt encore peut-être se décider le sort du monde ». Il en profite également pour railler l'orientalisme alors à la mode, mais dont il estime qu'il colporte une vision idéalisée et artificielle de l'Orient.

### Un voyageur exigeant avec lui-même
Durant ses voyages, Eugène Jouve, à l'instar de Louis Vignet, de Théodore Aynard ou d'Eugène Yemeniz, plaide pour une certaine authenticité du voyage, recherchant l'hébergement chez l'habitant, l'inconfort de l'habitat indigène. Ainsi, voyageant au Mexique, il affirme considérer une bicoque de péons, une natte, une peau de bison et un grand feu comme « un petit nid délectable », et il mange de l'iguane cuisiné par les piroguiers qui le convoient. Il dit écrire son journal « à tout moment de la journée ». Enfin, il revient plusieurs fois sur les lieux déjà visités, afin de mieux s'approprier les lieux et de prendre le temps de les découvrir sous différentes facettes.

### Journaliste en France
Il est également impliqué dans la vie lyonnaise locale. Les 5 et 7 octobre 1856, il publie deux articles dans le Courrier de Lyon à propos de la restauration que mène alors Tony Desjardins sur la primatiale Saint-Jean. Très critique envers les travaux réalisés, il s'y demande s'il n'aurait pas été préférable de relever la voûte du chœur au niveau de celle de la nef, mais en admettant que ces lourdes modifications auraient nécessité le remplacement des fenêtres hautes par de vastes baies gothiques semblables à celles de la nef. Il partage par ailleurs les inquiétudes de Joseph Bard sur le rehaussement de la charpente qui « va nécessiter forcément le relèvement de tous les clochers ».

Couvrant l'exposition universelle de 1855, Jouve décide de conserver les principes qu'il a acquis durant ses voyages et de couvrir l'exposition « au point de vue de la foule, de ces […] profanes ». Il s'y montre particulièrement virulent à l'encontre de l'art britannique : 

« La nationalité de l’art britannique ne se reconnaît guère malheureusement qu’à ses défauts ; et ces défauts sont graves et nombreux. […] Le plus commun, le plus national est la fausseté du coloris, tantôt exagéré, tantôt fade, et presque toujours criard et discordant ; puis, la recherche souvent excessive du fini, du poli, engendre la sécheresse ou la mollesse du modelé ; et enfin la raideur anglo-saxonne se trahit, dans la plupart des sujets par je ne sais quelle gaucherie qui sent le modèle plus que le naturel. »

### Publications
- Eugène Jouve, Lettres sur la guerre d'Orient, Lyon, Vve Mougin-Rusand, 1854, 574 p. (BNF bpt6k6365767q, lire en ligne) ;
- Eugène Jouve, Voyage à la suite des armées alliées en Turquie, en Valachie et en Crimée : guerre d'Orient, vol. I + II, Paris, Alphonse Delhomme, 1855, VII + 342 + 460 (BNF bpt6k6365643z, lire en ligne) ;
- Eugène Jouve, Voyage en Amérique, Lyon, Vve Mougin-Rusand, 1853-1855, 657 p. (OCLC 23046008).